# NGC 7175
NGC 7175 ist ein Asterismus im Sternbild Cygnus. Er wurde am 25. September 1834 von John Herschel entdeckt.